# Jean-Charles de Borda
Pour les articles homonymes, voir Borda.
Jean-Charles, chevalier de Borda, né le 4 mai 1733 à Dax et mort le 19 février 1799 à Paris, est un mathématicien, physicien et navigateur français. Il a donné son nom à plusieurs vaisseaux écoles des XIXe et XXe siècles, sur lesquels étaient embarqués les élèves de l'École navale.

## Biographie

### Jeunesse et débuts
Fils benjamin de Jean-Antoine Borda, seigneur de Labatut, et de Marie-Thérèse de la Croix, Jean-Charles de Borda est issu d'une famille de militaires : Brantôme cite un capitaine Borda qu'il juge digne de passer à la postérité.
Son père, dont les deux fils aînés avaient déjà embrassé la carrière des armes, souhaitait que Jean-Charles reprenne la charge d'un oncle, Jacques-François de Borda d'Oro, président au parlement de Bordeaux. Après quelques années passées au collège Henri-IV de La Flèche, le jeune Borda commença l'étude du droit mais, grâce à sa mère et un de ses professeurs, il put fléchir son père et obtenir d'entrer lui aussi dans l'armée.
Son goût pour les sciences le portait vers le génie militaire : il fut admis à l’École royale du génie de Mézières. En 1753, à peine âgé de vingt ans, il remit à d'Alembert un mémoire sur une question de géométrie: à la suite de cette communication, Réaumur le recrute comme membre correspondant de l'Académie des sciences.
En 1756, il rédige un Mémoire sur le mouvement des projectiles, produit de ses études en tant qu'ingénieur militaire : ce travail, où il examine le cas d'une résistance de l'air proportionnelle au carré de la vitesse du projectile, lui attire l'éloge de Clairaut et de Bouguer, et lui vaut sa promotion au rang d'adjoint-géomètre de l'Académie. Lorsque son arme exige qu'il quitte la capitale, il sollicite son transfert aux chevau-légers pour pouvoir demeurer à Paris.

### Carrière militaire
Lorsqu’éclate la guerre de Sept Ans, son régiment est stationné à Dunkerque. Borda est affecté comme aide de camp du général de Maillebois, académicien comme lui, et assiste en cette qualité au combat d'Hastenbeck le 26 juillet 1757.
En 1763, Borda est réintégré dans le génie militaire avec dispense de tout examen. Il publie alors plusieurs mémoires sur l'hydraulique et la résistance des fluides, dont un Mémoire  sur  l’Écoulement  des  Fluides  par  les  Orifices  des  Vases (Mém. Ac. Sci.,1766, p. 579-607), dont on tirera l'équation de Borda–Carnot qui quantifie les pertes de charge dans les écoulements, et un Mémoire sur les roues hydrauliques (Mém. Ac. Sci., 1767 (1770), p. 270–287), considéré comme l'une des premières études théoriques des roues hydrauliques, moteur de certains navires mais aussi source d'énergie dans les manufactures.

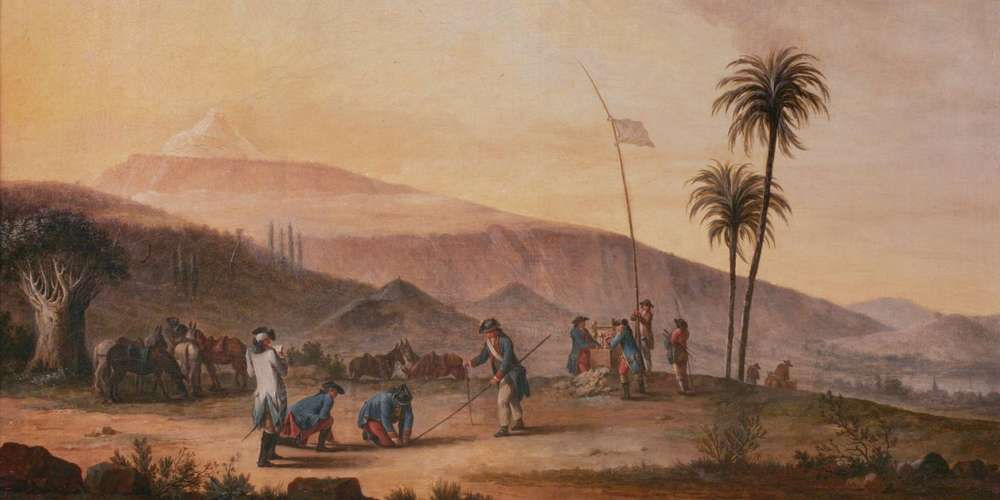
Jean-Charles Borda mesurant la longitude du Pic de Teide à Tenerife.

En 1767, Borda entre au service actif de la marine en tant qu'ingénieur du génie maritime. En 1771, il est placé sous les ordres de Verdun de La Crenne à bord de la frégate la Flore. Ce navire partait pour les îles Canaries, puis les Antilles, avec pour mission d'essayer de nouveaux modèles de montres et chronomètres de marine, au nom de l'Académie des sciences. En 1776, Borda est envoyé aux îles Canaries et chargé d'en déterminer la position avec exactitude ; à cette époque, la plupart des nations d'Europe comptaient les longitudes à partir de l'île de Fer. Entre 1777 et 1778, il participe à la guerre d'indépendance des États-Unis sous les ordres du comte d'Estaing, en qualité de major général.
En 1778, Borda publie, en collaboration avec Verdun de La Crenne et Pingré, le Voyage fait par ordre du roi en 1771 et 1772, en diverses parties de l'Europe et de l'Amérique, pour vérifier l'utilité de plusieurs méthodes et instruments servant à déterminer la latitude et la longitude, etc. Et en 1787, Description et usage du cercle de réflexion, avec différentes méthodes pour calculer les observations nautiques (Paris, Didot fils aîné, 1787. In-4 de 87-(1)-33 p, 3 pl.) qui décrit l'utilisation du cercle de réflexion que Borda améliore pour en faire le Cercle répétiteur.
En 1781, Borda reçoit le commandement de plusieurs vaisseaux de la flotte militaire française, chargés d'escorter un corps expéditionnaire à destination de la  Martinique. Le 6 décembre 1782, il est capturé par les Britanniques. Libéré sur parole, il retourne en France peu de temps après. Il reprend son poste d'ingénieur dans la marine française, où il conçoit des améliorations des systèmes de pompage. Avec Pierre Méchain et Jean-Baptiste Delambre, il est chargé par l'Académie des sciences de déterminer la longueur de l'arc de méridien de Dunkerque à Barcelone, et il s'occupe en particulier de tout ce qui se rattache aux expériences de physique. Il invente, pour mesurer la longueur du pendule, un appareil, le pendule de Borda, composé d’une sphère très lourde en platine suspendue par un fil long de 1 m environ, dont le poids n’est qu’une fraction négligeable de celui de la sphère. On lui doit les Tables trigonométriques décimales et les Tables des logarithmes, des sinus, sécantes et tangentes, suivant la division du quart de cercle en 100 degrés, revues, augmentées et publiées par Jean-Baptiste Delambre en 1801.

### Période révolutionnaire
Borda fut nommé membre d'une commission créée par Condorcet le 19 mai 1790 pour définir un nouveau système de mesures. Il joua un rôle important dans la définition du mètre et son adoption par la Convention nationale le 1er août 1793. 
À partir du 11 septembre 1793, il préside, avec Prieur de la Côte d'Or une nouvelle commission temporaire des poids et mesures créée par le Comité de salut public. Le 18 décembre 1793, il rédige un texte de soutien à Lavoisier, ce qui lui vaut d'être destitué de la commission des poids et mesures le 23 décembre 1793.
Craignant le régime de la Terreur, il se réfugie prudemment avec son collègue Charles-Augustin Coulomb dans la région de Blois, abandonnant ses biens à Paris.

### La méthode Borda
Considérant que « Pour qu’une forme d’élection soit bonne, il faut qu’elle donne aux électeurs le moyen de se prononcer sur le mérite de chaque sujet, comparé successivement aux mérites de chacun de ses concurrents », Borda inventa un système de vote, connu sous le nom de méthode Borda (1784), qui est resté populaire parmi les réformateurs des systèmes électoraux du monde entier, en particulier parmi les promoteurs du jugement majoritaire qui s'inscrit dans la même filiation philosophique. Contemporain de Nicolas de Condorcet, il s'est engagé dans de nombreux débats concernant les mérites respectifs des différents systèmes de vote.

## Hommages

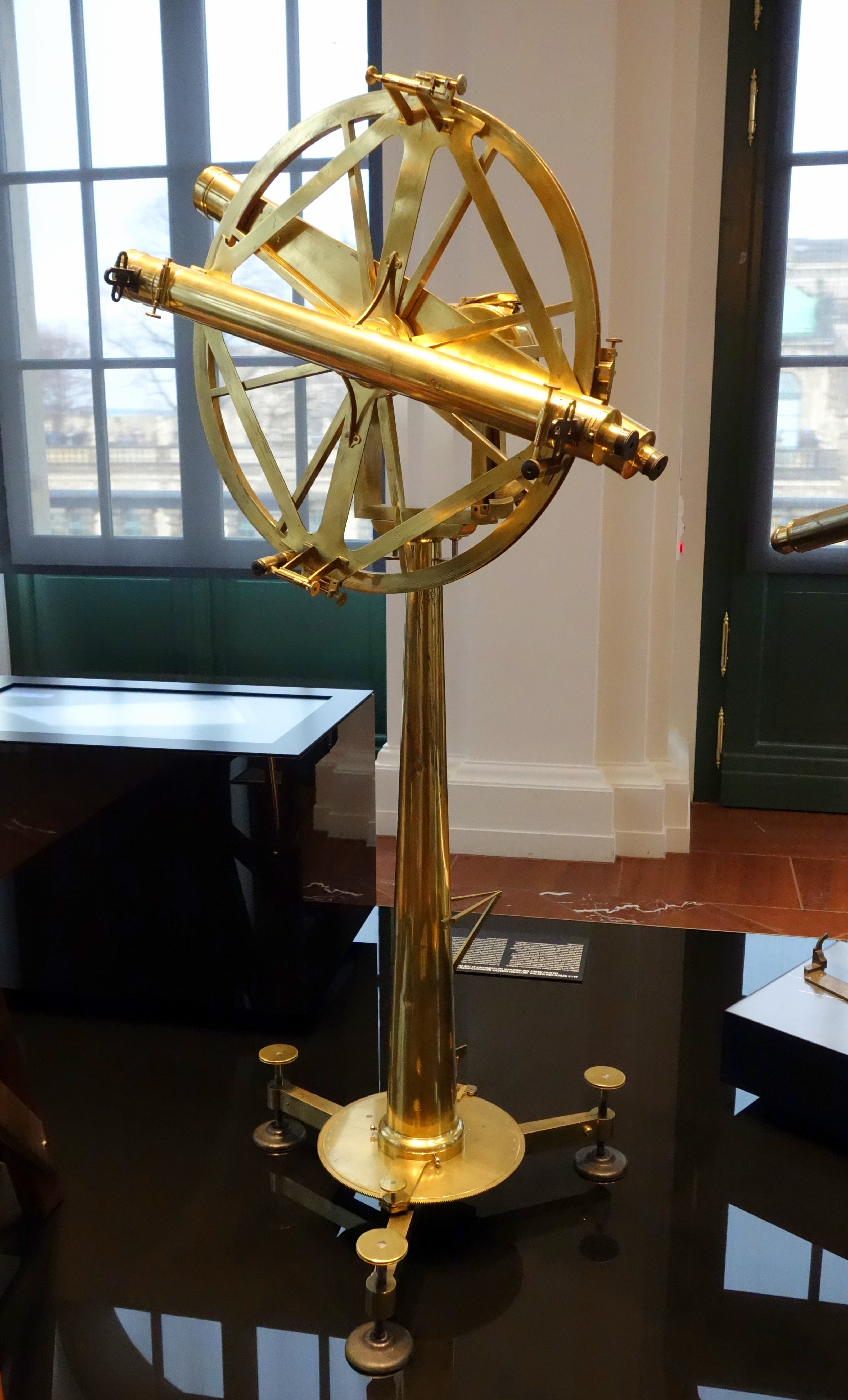
Cercle répétiteur.

- Il fait partie des soixante-douze savants dont le nom est inscrit sur la tour Eiffel.
- Il a donné son nom au lycée général et technologique de Borda de la ville de Dax.
- Le cercle de réflexion, un instrument de mesure, est aussi appelé « cercle de Borda ». À ne pas confondre avec le cercle répétiteur attribué parfois à ce même Borda, mais qui est l'œuvre d'Étienne Lenoir.
- L'équation de Borda–Carnot quantifie les pertes de charge dans les écoulements.
- Un musée porte son nom à Dax.
- La société de Borda est une société savante créée en 1876 à Dax en hommage à Jean-Charles de Borda et son cousin Jacques-François Borda d’Oro célèbre paléontologue.
- Son nom a été réutilisé pour surnommer les élèves de l'École navale que l'on appelle les Bordaches.
- Un bâtiment hydrographique de la Marine Nationale porte son nom.
- L'astéroïde (175726) Borda[11] porte le nom de Jean-Charles de Borda. Ce nom lui a été attribué par l'observatoire de Dax.
- Paris compte une petite rue Borda.
- Un cratère sur la Lune.
- Diverses statues dont une à Dax, place Thiers, une autre à l'École navale[12].
- Une rue à Lille.

## Publications
- « Mémoire sur les élections au scrutin », Mémoires de l'Académie royale des sciences,‎ 1781, p. 657-664 (lire en ligne).